# ملیسا منچستر
ملیسا منچستر (انگلیسی: Melissa Manchester؛ زادهٔ ۱۵ فوریهٔ ۱۹۵۱) یک موسیقی‌دان اهل ایالات متحده آمریکا است. وی از سال ۱۹۷۱ میلادی تاکنون مشغول فعالیت بوده‌است.